# 圣老楞佐堂 (科尔多瓦)

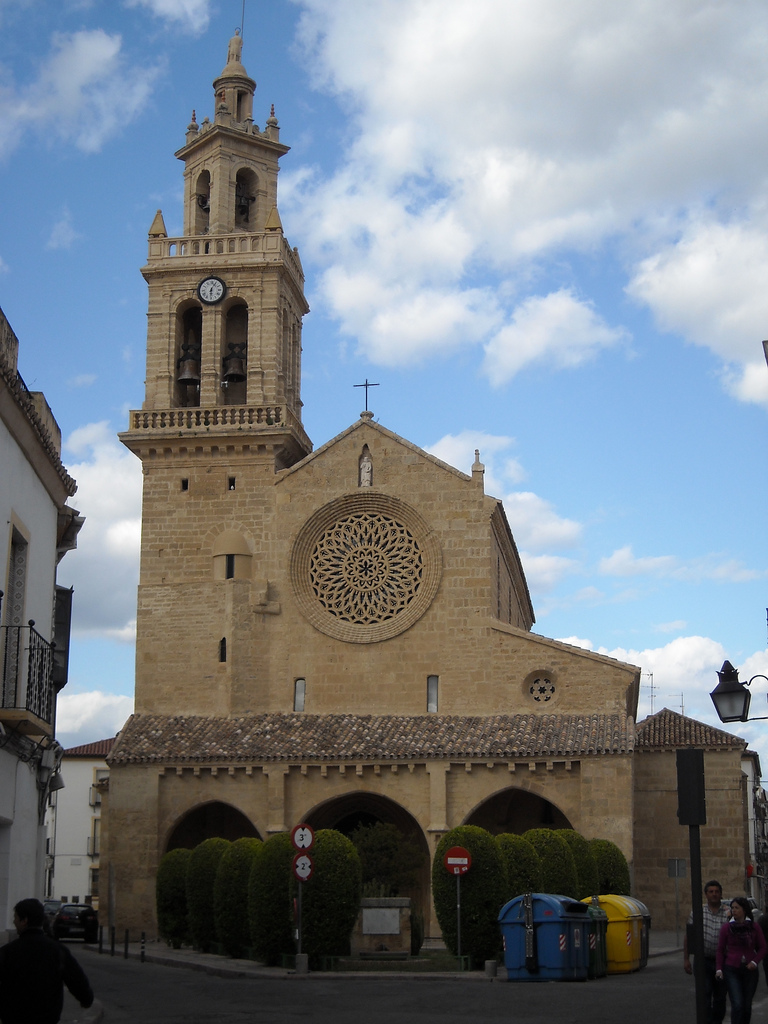
圣老楞佐堂

圣老楞佐堂（Iglesia de San Lorenzo）是西班牙南部城市科尔多瓦的一座罗马天主教教堂，它是费尔南多三世在13世纪初征服该市后修建的十二座教堂之一。
该堂位于一座清真寺的原址上，而这座清真寺又是修建在过去一座西哥特教堂的旧址上。它修建于1244和1300年之间，属于罗曼式建筑和哥特式建筑之间过渡性的风格。它具备了这一时期安达卢西亚教堂的典型结构，采用了长方形平面，有一个有一个通廊，两个走道，一个后殿，没有耳堂。 
在16世纪，增加了门廊。上面是穆德哈尔哥特式大玫瑰窗。伊斯兰叫拜楼改建为文艺复兴钟楼。
后殿的14世纪绘画灵感来自于意大利哥特式绘画，描绘了耶稣的生活场景。正祭台（17世纪）描绘圣老楞佐的生活场景。
1985年，圣老楞佐堂被列为西班牙国家文物。